# Bimatoprost
Bimatoprost ist ein Arzneistoff aus der Gruppe der  prostaglandinähnlichen Mittel. Es senkt den Augeninnendruck, indem es den Abfluss des Kammerwassers erhöht und wird für die Behandlung des Offenwinkelglaukoms (Grüner Star) und der okulären Hypertension (erhöhter Augeninnendruck) eingesetzt.
Chemisch gehört es zu den Fettsäureamiden.

## Pharmakologie

Strukturformel von Prostaglandin F_{2α} zum Vergleich

Bimatoprost ist eine synthetisch hergestellte Verbindung, die zwar eine strukturelle Ähnlichkeit zu Prostaglandin F2α aufweist, jedoch nicht über die bekannten Prostaglandinrezeptoren wirkt. Es ahmt vielmehr die Wirkungen von körpereigenen Substanzen nach, den sogenannten Prostamiden, die ebenfalls an der Regulation des Augeninnendruckes beteiligt sind, und interagiert mit Prostamidrezeptoren. Die Struktur des Prostamidrezeptors wurde noch nicht identifiziert.

### Senkung von erhöhtem Augeninnendruck
Bimatoprost besitzt augendrucksenkende Eigenschaften, was für die Behandlung von Glaukom von großer Bedeutung ist. Die augendrucksenkende Wirkung konnte in klinischen Studien bestätigt werden.
Weitere Studien haben gezeigt, dass Bimatoprost wirksamer ist als Latanoprost, Travoprost und Timolol (allein oder in Kombination mit Dorzolamid). Außerdem stellte sich heraus, dass Patienten, bei denen eine Therapie mit Latanoprost nicht wirksam war, erfolgreich mit Bimatoprost behandelt werden konnten.
Die Anwendung erfolgt in Form von Augentropfen. Auch das Einbringen als wirkstoffhaltiges Implantat in die vordere Augenkammer (intrakameral) ist möglich.

### Behandlung der Hypotrichose
Seit 1997 sind die wimpernwachstumsfördernden Eigenschaften von Prostaglandinanaloga bekannt. Auch Glaukom-Patienten, die  Bimatoprost-Augentropfen zur Verringerung des Augeninnendruckes  erhielten, stellten innerhalb weniger Wochen ein verstärktes Wimpernwachstum als Nebenwirkung fest. Das Pharmaunternehmen Allergan brachte daraufhin 2008 das verschreibungspflichtige Medikament Latisse auf den US-Markt, das von der amerikanischen Lebensmittel- und Arzneimittelbehörde FDA zur Behandlung von Patienten mit Wimpernwachstumsstörungen (Hypotrichose) zugelassen wurde. In der klinischen Studie konnte ein deutlich verbessertes Wimpernwachstum gegenüber Placebo nachgewiesen werden. In der doppelt verblindeten Studie waren nach Behandlung mit einer 0,03%igen Bimatoprost-Lösung die Prominenz des Wimpernkranzes beurteilt sowie Länge, Dicke und Farbe der Wimpernhaare gemessen worden.
Die Wirkung von Bimatoprost beruht auf der Verlängerung der Wimpernwachstumsphase, so dass die Wimpern dadurch mehr in die Länge wachsen. Auch treten mehr Wimpern gleichzeitig auf. Zudem scheint die durch Bimatoprost induzierte Stimulation der Melanogenese zu dunkleren Wimpern zu führen. Der genaue Wirkmechanismus ist nicht bekannt. Die Anwendung erfolgt durch das Aufstreichen auf den Lidrand.

## Handelsnamen
Monopräparate
- Lumigan (EU, GB, USA), Generika (z. B. Bimato-Vision (D)[14]), Durysta (USA)
- Latisse (CA, USA)

Kombinationspräparate
- mit Timolol: Ganfort (EU), Generika.

## Weblink
- Lumigan (EPAR), Europäische Arzneimittelagentur